# マリーア・アデライデ・ダズブルゴ＝ロレーナ
マリーア・アデライデ・ダズブルゴ＝ロレーナ（Maria Adelaide d'Asburgo-Lorena, 1822年6月3日 - 1855年1月20日）は、ロンバルド＝ヴェネト王国の副王であるオーストリア大公ラニエーリ（ライナー・ヨーゼフ）と、サルデーニャ王カルロ・アルベルトの妹マリーア・エリザベッタとの娘である。

## 生涯
1842年4月12日ストゥピニージにて、従兄のサルデーニャ王子ヴィットーリオ・エマヌエーレ（後のイタリア王ヴィットーリオ・エマヌエーレ2世）と結婚した。マリーア・アデライデはイタリア統合前に亡くなったため、サルデーニャ王妃にはなったがイタリア王妃にはならなかった。

## 子女
ヴィットーリオ・エマヌエーレとは8子をもうけた。
- マリーア・クロティルデ（Maria Clotilde, 1843年 - 1911年）　ナポレオン公ジョゼフ・シャルル・ポールと結婚
- ウンベルト（Umberto,1844年 - 1900年）　ピエモンテ公（1849年 - 1878年）、イタリア王（1878年 - 1900年）
- アメデーオ（Amedeo,1845年 - 1890年）　スペイン王（1871年 - 1873年）、アオスタ公（1845年 - 1890年）
- オッドーネ・エウジェーニオ・マリーア（Oddone Eugenio Maria, 1846年 - 1866年）　モンフェッラート公
- マリーア・ピーア（Maria Pia,1847年 - 1911年）　ポルトガル王ルイス1世と結婚
- カルロ・アルベルト（Carlo Alberto, 1851年 - 1854年）　シャブレ公
- ヴィットーリオ・エマヌエーレ（Vittorio Emanuele, 1852年）
- ヴィットーリオ・エマヌエーレ（Vittorio Emanuele, 1855年）　ジェノヴァ伯

| マリーア・アデライデ・ダズブルゴ＝ロレーナ ハプスブルク＝ロートリンゲン家 1822年6月3日 - 1855年1月20日 |                                                | |
| イタリア王室                                                                                           |                                                | |
| 先代 マリア・テレーザ・ダズブルゴ＝トスカーナ                                                          | サルデーニャ王妃 1849年3月23日 – 1855年1月20日 | 空位イタリアの統一による称号の変更次代の在位者マルゲリータ・ディ・サヴォイア＝ジェノヴァ イタリア王妃として |